# Captura de Bagdad (1624)
La captura de Bagdad fue un enfrentamiento directo de las tropas safávidas bajo el mando directo del sah Abás el Grande contra las fuerzas otomanas que defendían la ciudad de Bagdad, ciudad más importante de la región de Mesopotamia y del oriente otomano, que tuvo lugar entre el 14 y el 23 de enero de 1624 (entre el 24 de dey y el 3 de bahmán de 1001 según el calendario persa) en el contexto de la guerra otomano-safávida (1623-1639).
La operación concluyó con la toma de la ciudad por parte de las fuerzas persas, recuperando la urbe que perdieron frente a los otomanos en la primera guerra otomano-safávida y cedida a éstos en la Paz de Amasya de 1555.

## Antecedentes
Desde la batalla de Chaldiran de 1514, las relaciones otomano-persas habían devenido continuamente en hostilidades y enfrentamientos directos que, como norma general, habían acabado en perdidas territoriales para la Persia safávida.
Con la llegada del sah Abás el Grande, la dinámica se invirtió por primera vez en casi 100 años con la guerra otomano-safávida (1603-1618), que supuso la recuperación del Cáucaso persa y grandes áreas de Mesopotamia.
Aprovechando las luchas internas otomanas, el sah decidió comenzar una nueva campaña a finales de 1623 con la que esperaba retomar la ciudad de Bagdad, que no pudo capturar en la pasada guerra, e incluso forzar la frontera hasta el río Éufrates. El plan se nutría especialmente por las noticias de la rebelión Abaza en el eyalato de Erzurum, que había estallado en 1622 y la rebelión del gobernador de la ciudad de Bagdad, el jenízaro subashi Bakr, que ante las reclamaciones no atendidas por la Sublime Puerta para promocionar su persona, había decidido virar la de facto administración autónoma de Bagdad hacia los safávidas.

## El asedio
El sah organizó un gran ejército nutrido enormemente por los ghulam (versión persa de los jenízaros) y dirigido por su general más capaz, Qarachaqay Kan, que marchó hacia Mesopotamia a finales de 1623.
Enterado de las noticias de la marcha persa, el Gran visir otomano, Hafiz Ahmed negoció un acuerdo con subashi Bakr, a quien prometió un puesto en la Sublime Puerta para asegurar su lealtad al Imperio otomano, al tiempo que envió nuevas órdenes al beylerbey de Diyarbekir, a quien originalmente había ordenado tomar Bagdad, para que reforzase su defensa ante la llegada de los safávidas. Al mismo tiempo, el sah Abás envío un emisario a subashi Bakr ofreciéndole el puesto de kan sin gobierno, lo que Bakr no aceptó y estuvo a punto de matar al emisario persa considerando la oferta como de engaño o humillación, pues originalmente él había creído que los persas le ofrecerían el gobierno de una de las beglarbegis (provincias) o el título de valí de uno de los territorios autónomos.
Ante la negativa de Bakr y las noticias de que el beylerbey de Mosul, Hasan Bajá, también se dirigía a Bagdad a defender la plaza, Qarachaqay Kan ordenó atacar la ciudad por varios frentes el 14 de enero de 1623, tomando parte de ella en los primeros asaltos y capturándola totalmente el 23 de enero, mucho antes de la llegada de los refuerzos.
Tras capturarla, el ejército persa decidió interceptar a los refuerzos de Mosul, venciéndoles en una de las fortalezas de la ruta septentrional a Bagdad donde los otomanos recibieron muchas bajas y el beylerbey de Mosul, Hasan Bajá, pereció.

## Consecuencias
La toma de Bagdad y la posterior derrota del ejército de Mosul, provocó que las guarniciones y fuerzas otomanas se retirasen de Asia Menor, dejando desprotegidas las ciudades de Mosul, Kirkuk y Zor, que fueron tomadas rápidamente por los persas.
En la ciudad, las tropas safávidas, nutridas por gulam cristianos y soldados chiíes, destrozaron templos suníes y masacraron a parte de la población local así como a todos los jenízaros y soldados que encontraron argumentando que, si habían traicionado al sultán, nada les aseguraba que no traicionarían al sah.